# 十字架を担うキリスト (ボス、ウィーン)
『十字架を担うキリスト』（じゅうじかをになうキリスト、独: Kreuztragung Christi、英: Christ Carrying the Cross）は、初期ネーデルラント絵画の巨匠ヒエロニムス・ボスが初期の1490-1500年ごろに板上に油彩で制作した絵画である。ボスによる同主題の作品はマドリードの王宮にもあるが、本作はそれ以前に描かれた作品である。本来、三連祭壇画の左翼パネルであったが、上部が切断されており、もっと細長い画面であった。この祭壇画の中央パネルと右翼パネルは現存していない。来歴など詳細は不明である。作品は、1923年にウィーンの美術史美術館に収蔵された。

## 背景
15世紀のネーデルラントでは、イエス・キリストの受難伝の中でも「十字架を担うキリスト」の場面が特に好まれた。キリスト自らが磔となる十字架を背負う姿は、祈念画としてその苦しみをリアルに伝えるには最適の場面であったのであろう。
当時はエルサレムへの巡礼がブームとなり、巡礼をまね、キリストの受難を再現するような宗教行列が都市の中で行われていた。この宗教行列は、ハンス・メムリンクの『キリストの受難』 (サバウダ美術館、トリノ) のような説話的な絵画作品にもつながっていった。メムリンクは、エルサレムに見立てたブルッヘの街の随所にキリストの生涯を書き割りのように描いているが、巡礼に行くことのできない人々は宗教行列に参加するなり、こういった作品を眺めるなりして巡礼を疑似体験し、キリストの受難に思いを馳せていたのであろう。
説話的場面の一部として描かれていた「十字架を担うキリスト」の場面はやがて特化され、祈念画として発展したが、それにはドイツの版画家マルティン・ショーンガウアーの作品『十字架を担うキリスト』の影響が指摘されている。ボスの次世代のピーテル・ブリューゲルの『ゴルゴタの丘への行進』 (美術史美術館) は、この主題の究極の作例である。

### 関連作品

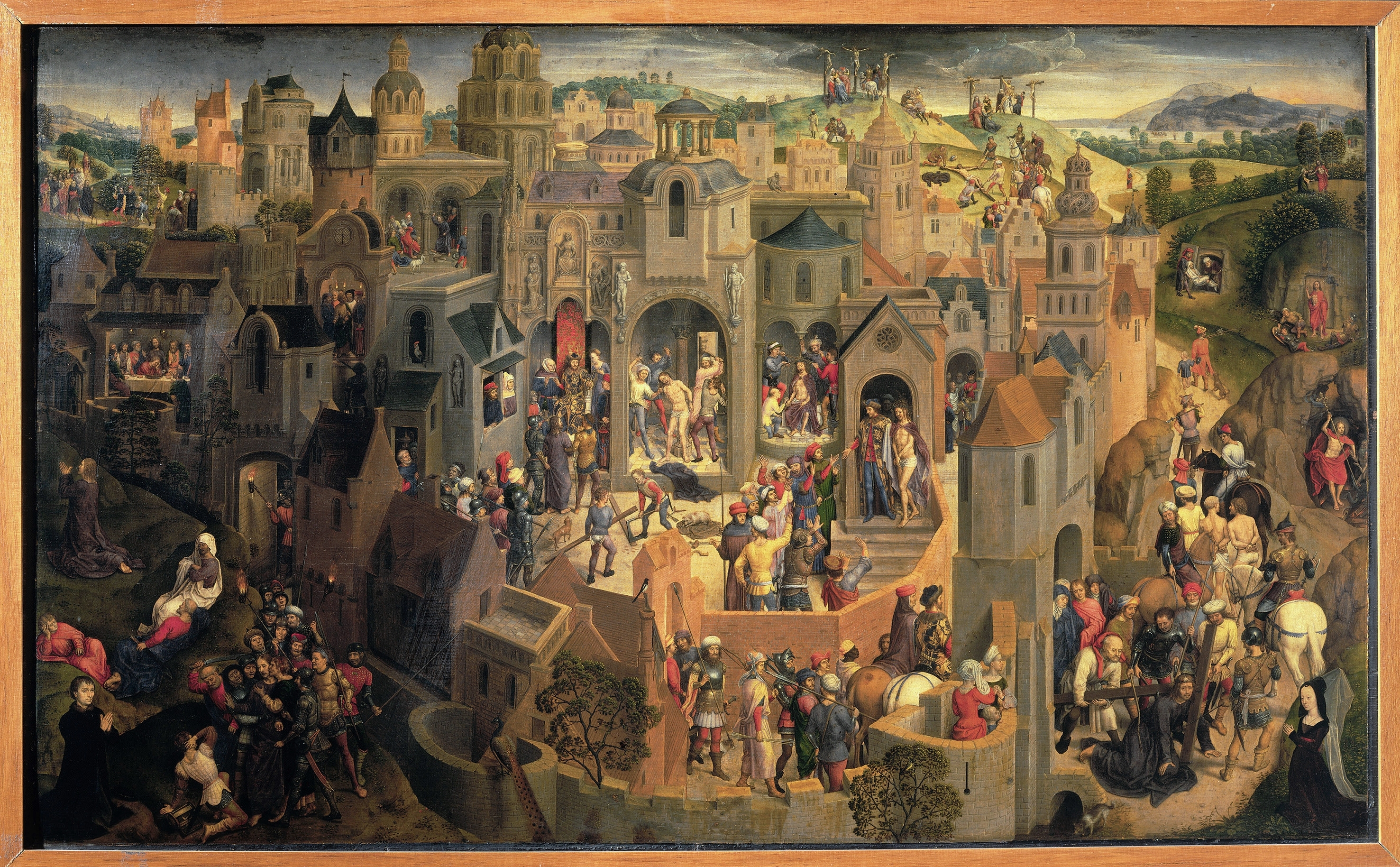
ハンス・メムリンク『キリストの受難』 1470年ごろ (サバウダ美術館、トリノ)
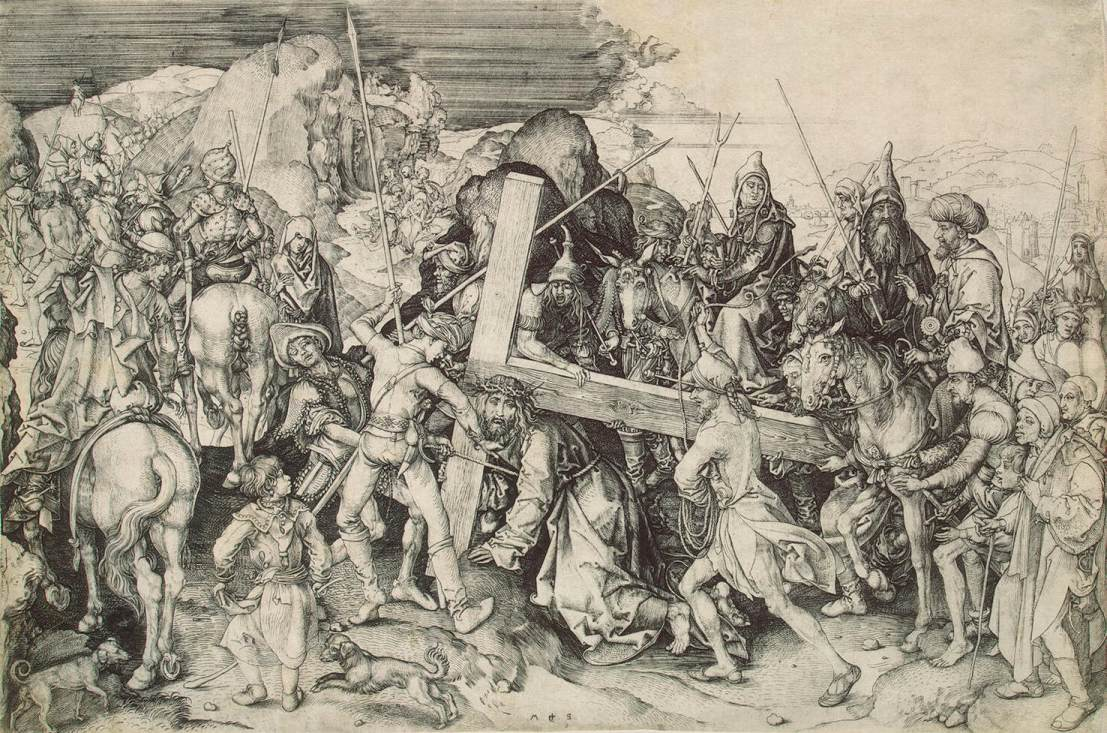
マルティン・ショーンガウアーの版画『十字架を担うキリスト』 1474年ごろ
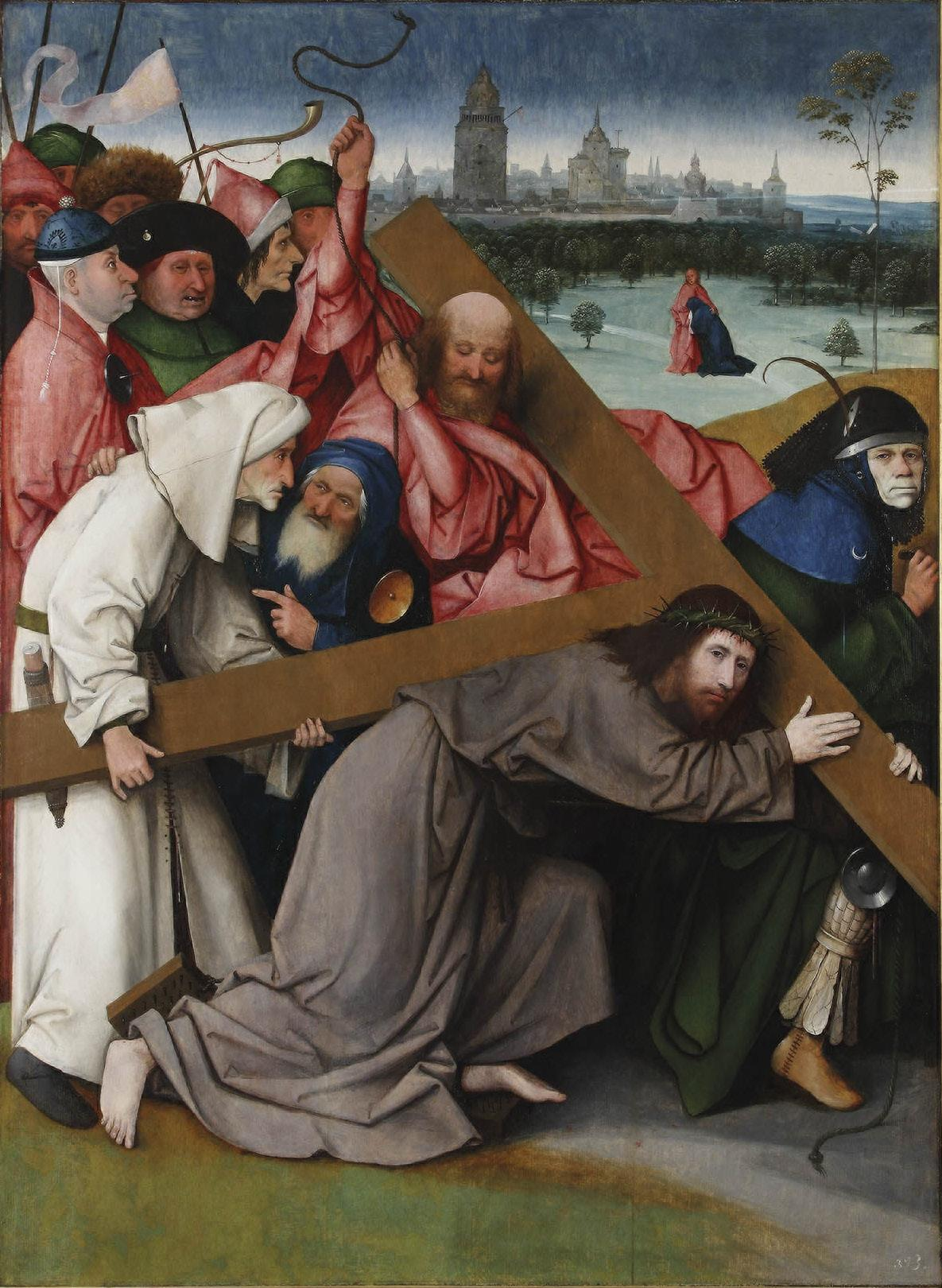
ヒエロニムス・ボス『十字架を担うキリスト』 1505-1507年 (マドリード王宮)
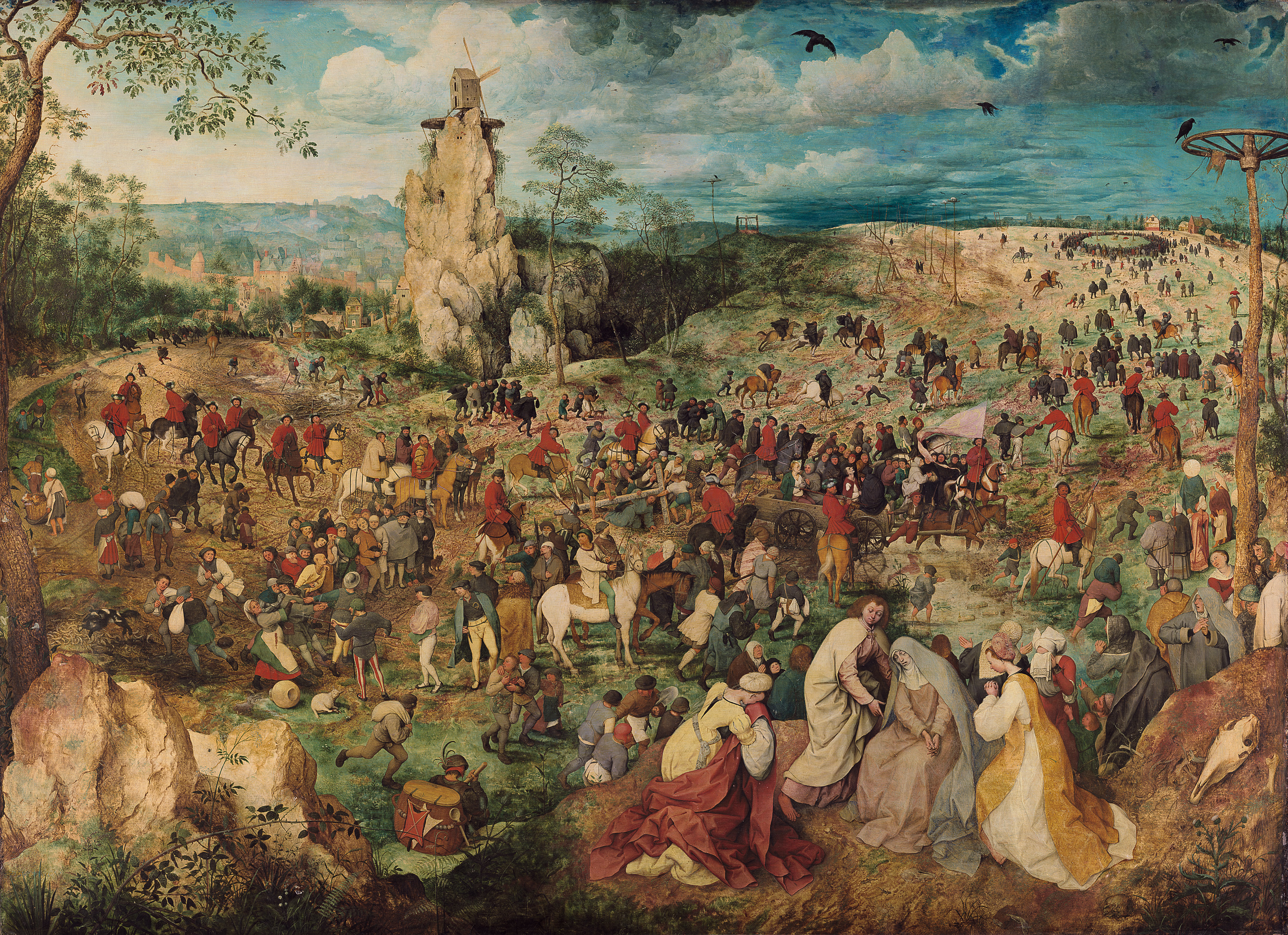
ピーテル・ブリューゲル『ゴルゴタの丘への行進』 1564年 (美術史美術館)

## 作品

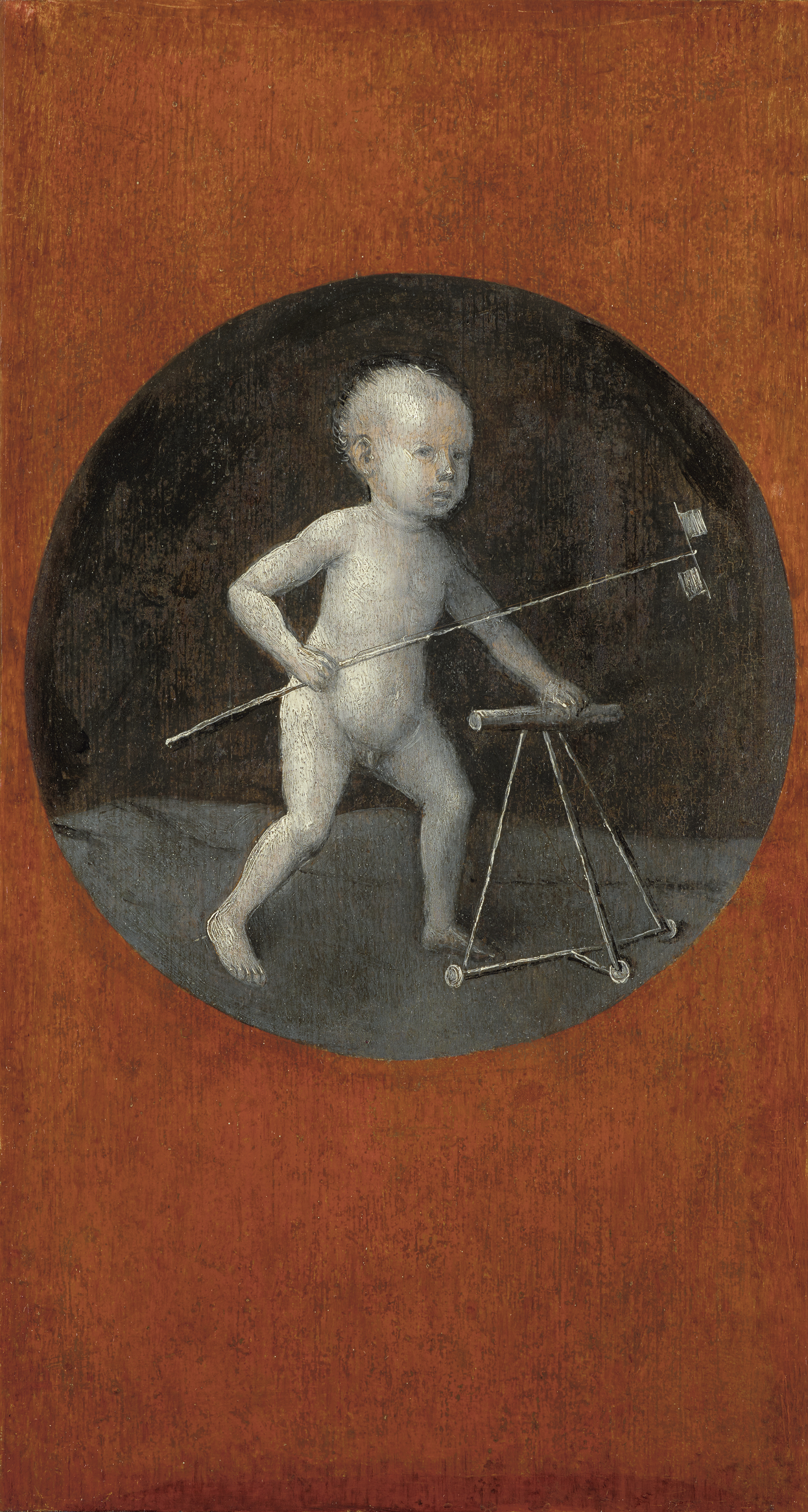
『十字架を担うキリスト』の裏面に描かれている幼子イエス

ボスの作品は上下二層の構成を持っている。上層の行列の中央に、重い十字架を背負ってゴルゴタの丘の上に向かうキリストの姿が描かれている。その周りは、しかめ面をする兵士や悪意に満ちた見物人がぎっしりと取り巻いている。キリストは茨の冠をかぶり、釘の出た厚板を踏みながら歩を運んでおり、痛々しい。この拷問具は、16世紀初頭までオランダの画家によってしばしば描かれた。
兵士の1人は不気味なヒキガエルが張り付く盾を持ち、その後ろの男は敵意をむき出しにして、キリストを鞭で打とうとしている。前景には、キリストともにゴルゴタの丘で処刑される2人の盗賊がいる。左側の悔悛しない盗賊には赤いマントを着けた道化がつきまとっている。右側の長く伸びた木の根元には悔悛した盗賊がいて、書物を持った僧侶に罪を告白している。キリストがいた時代、僧侶はいなかったので、この場面に僧侶が登場しているのは時代錯誤的であるが、それはボスが実際の処刑の場で目撃した光景であるのかもしれない。
本作の裏面には、左手で歩行器を押し、右手に玩具の風車を持つ幼子イエスがグリザイユで描かれている。一見、親しみやすい描写であるが、幼子が手にする歩行器と風車は、角度が表面のキリストの姿と相似形で、将来のイエスの運命を暗示しているといわれる。